# Richard Thomas Lowe

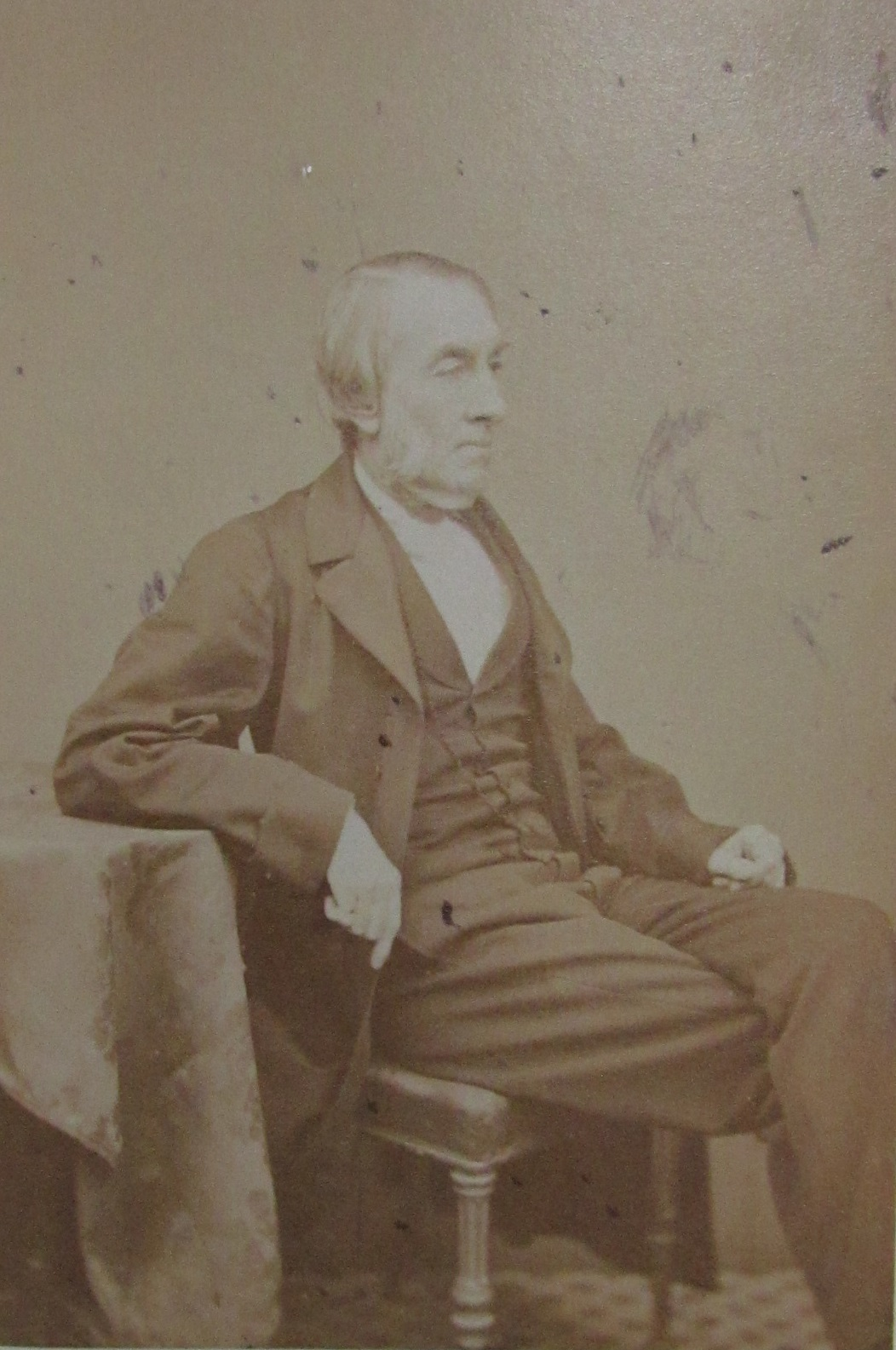
Richard Thomas Lowe

Richard Thomas Lowe (* 4. Dezember 1802 in Derbyshire; † 13. April 1874 auf See nahe den Scilly-Inseln) war ein englischer Geistlicher und Naturforscher. Die Aussprache des Namens war eher [laʊ] als [loʊ]. Sein offizielles botanisches und zoologisches Autorenkürzel lautet „Lowe“.

## Leben und Wirken
Richard Thomas Lowe erhielt seine Schulausbildung in Brewood (Staffordshire) und studierte danach am Christ’s College in Cambridge, machte hier 1825 den Bachelor und 1831 den Master of Arts; als Lehrer beeindruckte ihn besonders John Stevens Henslow. 1825 empfing er die Weihen und besuchte dann mit seiner Mutter Madeira, um deren Gesundheit wiederherzustellen. 1832 wurde er dort anglikanischer Kaplan (im Zuge der Kontinentalblockade gegen Napoleon hielt Großbritannien 1807 bis 1814 die portugiesische Inselgruppe Madeira besetzt, und viele Briten ließen sich hier nieder, u. a. wegen des Wein-Exports). Ab 1854 wirkte Reverend Lowe als Rector in Lea (Lincolnshire) und schrieb A manual Flora of Madeira and the adjacent islands of Porto Santo and the Desertas (1868). Im Zuge von Nachprüfungen zu Einzelproblemen reiste er noch einige Male nach Madeira – zuletzt (mit seiner Frau Catherine) am 13. April 1874. Doch geriet der (neue) Dampfer Liberia in einen schweren Sturm und sank nahe den gefürchteten Scilly-Inseln, wobei alle Passagiere ertranken.
Er schrieb auch A history of the fishes of Madeira (1843–60) sowie etliche Einzelarbeiten naturwissenschaftlichen, auch conchyliologischen Inhalts.
Zu einem Skandal kam es, als er als Geistlicher eine neue (traditionalistische) Sekte gründete.

## Ehrungen
Nach ihm benannt sind etwa: Omosudis lowii (ein Tiefsee-Fisch), Octolasmis lowei (von Charles Darwin; Cirripedia). Auch die Pflanzengattung Lowea Lindl. aus der Familie der Rosengewächse (Rosaceae) ist nach ihm benannt.

## Schriften (Auswahl)
- Florulae Salvagicae Tentamen or a list of plants collected in the Salvages or Salvage Islands (= Plant taxonomic literature microfiche collection). John van Voorst, London 1869, OCLC 28536230 (online).